# IC 2120
Région HII
IC 2120 est une région HII compacte, parfois identifiée à tort comme une nébuleuse planétaire, située dans la direction de la constellation du Cocher.
- Ascension droite : 05h 18m 09,4s[5]
- Déclinaison : +37° 32′ 38″[5]
- Taille ?
- Magnitude ?

Objet difficile à repérer, à réserver aux gros télescopes.